# 森・濱田松本法律事務所
森・濱田松本法律事務所（もり・はまだまつもとほうりつじむしょ、Mori Hamada & Matsumoto：略称MHM）は、日本の法律事務所。

## 概要
所属弁護士数は754人（2024年（令和6年）1月末現在）で、日本の法律事務所としては所属弁護士数第2位である。
2002年12月1日に、当時の大手渉外事務所の1つであった森綜合法律事務所が、渉外金融法務において著名な濱田松本法律事務所を統合して設立された。その後、2005年7月1日に知的財産法において著名なマックス法律事務所を統合した。
企業法務や金融法務、M&A、争訟、独占禁止法、倒産・事業再生などを主要な業務分野としている。
主要な前身である森綜合法律事務所は、森良作により設立された個人事務所を起源とする。四大法律事務所のうち当初から渉外事務所であった他の3つとは異なり、当初は訴訟や倒産等の国内案件を中心としていた。その後も主に訴訟や国内企業法務を扱う事務所として拡大し、一方で渉外案件にも業務範囲を拡大し、大手渉外事務所と呼ばれるようになった。その後、濱田松本法律事務所、マックス法律事務所との統合により、渉外金融法務や知的財産法務を拡充してきた。
東京都千代田区に所在するが、中華人民共和国にも北京事務所（日本森・滨田松本法律事务所北京代表处）および上海事務所（日本森・滨田松本律师事务所上海代表处）を有し、2012年にはシンガポール事務所（Mori Hamada & Matsumoto (Singapore) LLP）を開設した。昨今では、他の四大法律事務所と同様、日系企業のアジア進出拡大に伴い、中国、インド、さらにタイ、ベトナム、インドネシアといった東南アジアでの業務展開にも注力する。
2017年にはタイの著名な大手法律事務所であったChandler & Thong-ekと経営統合し、バンコクオフィスをChandler MHM Limitedへ名称変更し、日本国内の法律事務所が海外の大手事務所を買収するのは初となる。
アジア太平洋地域におけるナンバーワンのリージョナルファームを標榜している。
とともに、国内においても地方への進出を図っている。
「各弁護士が個人として強みを持つ」として所属弁護士は伝統的に独立志向が強く、「人材輩出力ナンバーワン」と評されている。一方で所属事務所内でパートナーへ昇進する意欲も四大の中では最も高く、「将来に希望を持ちながら働くアソシエートが多く、"ホワイト度"が高いことがうかがえる。」とも評されている。
基本理念として、"Firm of Choice."を掲げる。

## 主要案件
- ソフトバンクによる日本テレコム（現・ソフトバンクテレコム）買収（ソフトバンクを代理）
- 三菱東京フィナンシャル・グループ（MTFG）とUFJグループの統合（MTFGを代理）
- 日本郵政ホールディングス株式会社、日本郵政銀行、日本郵政保険株式会社による1.43兆円の同時グローバル新規株式公開およびグローバルフォローオンオファリング
- ソフトバンクにおける2.6兆円のグローバルイニシャルオファリングとグローバルフォローオンオファリング
- NTTファイナンスによる1兆円のシニアノートの提供、70億米ドルのシニアノートと20億ユーロのシニアノートの提供
- 三菱UFJモルガン・スタンレー証券におけるバイオテクノロジーベンチャー企業であるSpiber Inc.の「価値証券化」を手配
- 今後のLIBORの永久停止に関連して、日本銀行協会と日本シンジケート・貸借取引協会に助力
- 外国法管轄区域における分配金課税と外国管轄区域における株式交換の税延期に関する研究プロジェクトにおける財務省をサポートする
- 中国の経済安全保障/輸出管理の観点から日本企業の中国事業を支援するプロジェクトに関して、日本貿易振興機構（JETRO）に全面的な法的支援を提供する
- ゴールドマン・サックスとシンガポールのソブリンウェルスファンドGICから日本再生可能エネルギーを2000億円で買収したENEOSを代理する

## 沿革
- 1949年 - 森良作、牛込米甲良町に森良作法律事務所を設立。
- 1950年 - 丸ビルに移転。
- 1965年頃 - 丸の内八重洲ビルに移転。
- 1970年 - 森良作、福田浩、本林徹及び古曳正夫による共同事務所に改組し、森綜合法律事務所（Mori Sogo Law Offices）に改称。
- 1974年 - 同和ビルに移転。
- 1993年10月 - NKKビルに移転。
- 1998年 - 北京オフィスを開設。
- 1998年4月 - 久保利英明、中村直人及び菊池伸、分離して日比谷パーク法律事務所（Hibiya Park Law Offices）を設立。
- 2002年12月 - 濱田松本法律事務所を統合して、森・濱田松本法律事務所に。
- 2004年9月21日 - 東京オフィスを丸の内北口ビル（丸の内）に移転。
- 2005年
  - 上海オフィスを開設。
  - 3月1日 - マックス法律事務所との提携開始。
  - 7月1日 - 森・濱田松本法律事務所がマックス法律事務所を統合。
- 2007年4月1日 - 末吉亙ら8名の弁護士、分離して、末吉綜合法律事務所（現在の潮見坂法律事務所）（STW & Partners）を設立。
- 2009年5月8日 - 東京オフィスを丸の内パークビルディング（丸の内）に移転。
- 2012年2月1日 - シンガポール事務所開設。
- 2013年
  - 9月 - Chandler & Thong-ek法律事務所（バンコク）内にバンコクデスク設置。
  - 10月 - 弁護士法人森・濱田松本法律事務所を設立、同法人の従事務所として福岡オフィスを開設。
- 2014年3月 - 弁護士法人森・濱田松本法律事務所の従事務所として大阪オフィスを開設。従事務所としてヤンゴンオフィスを開設。
- 2015年
  - 3月 - 従事務所としてバンコクオフィスを開設。
  - 9月 - 従事務所として名古屋オフィスを開設。
  - 11月 - 関連事務所としてMHM税理士事務所を開設。税理士事務所の開設は大手法律事務所で初となる。
- 2016年1月 - AKSET法律事務所内にジャカルタデスク設置。
- 2017年1月 - タイの大手法律事務所であったChandler & Thong-ekと経営統合し、バンコクオフィスをChandler MHM Limitedへ名称変更。日本国内の法律事務所が海外の大手事務所を買収するのは初となる。
- 2018年8月 - ホーチミンオフィス開設。
- 2023年
  - 1月 - ジャカルタオフィス開設。
  - 9月 - ニューヨークオフィス開設。
  - 10月- 札幌オフィス開設。

### マックス法律事務所
- 1981年6月 - 松田政行、松田政行法律特許事務所を設立。
- 1990年 - 松田政行法律特許事務所、マックス法律事務所（Max Law Offices）に改組。
- 2005年
  - 3月1日 - 森・濱田松本法律事務所との提携開始。
  - 7月1日 - 森・濱田松本法律事務所に統合される。

## 所属弁護士等

### パートナー
- 増田晋 - 慶應義塾大学教授
- 松田政行 - 元青山学院大学教授
- 佐藤正謙 - 金融法学会理事
- 射手矢好雄 - 一橋大学特任教授
- 石黒徹 - 金融審議会専門委員
- 石綿学 - 元京都大学非常勤講師
- 高谷知佐子 - 第二東京弁護士会労働問題検討委員会副委員長
- 島美穂子 - 日本商工会議所日本メコン地域経済委員会アドバイザリー
- 大野志保 - 元東京大学法学部非常勤講師
- 中野恵太

### 客員
- 鎌田薫 - 早稲田大学前総長
- 野村修也 - 中央大学教授
- 但木敬一 - 元検事総長
- 高橋宏志 - 東京大学名誉教授
- 難波孝一 - 元東京高等裁判所部総括判事

### オブ・カウンセル
- 玉木昭久 - 元経済産業省大臣官房付、元中小企業庁経営支援部商業課長

### 顧問
- 竹島一彦 - 前公正取引委員会委員長、元内閣官房副長官補、元国税庁長官
- 半田正夫 - 元学校法人青山学院理事長・青山学院大学教授

### かつて所属していた者
- 本林徹 - 元パートナー、元日本弁護士連合会会長
- 濱田邦夫 - 元客員、元最高裁判所判事、元第二東京弁護士会副会長
- 松本啓二 - 元特別顧問、元松本法律事務所代表
- 久保利英明 - 元パートナー、元日本弁護士連合会副会長、元第二東京弁護士会会長
- 中村直人 - 元パートナー、『日経ビジネス』弁護士ランキング一位常連
- 高木佳子 - 元パートナー、元日本弁護士連合会副会長、第二東京弁護士会会長
- 浜辺陽一郎 - 元パートナー、青山学院大学教授
- 末吉亙 - 元パートナー、潮見坂綜合法律事務所所属
- 早稲田祐美子 - 元パートナー、日本弁護士連合会副会長、第二東京弁護士会会長
- 湯浅紀佳 - 元パートナー、第二東京弁護士会副会長
- 緑川芳江 - 元アソシエイト、三浦法律事務所所属
- 金山藍子 - 元アソシエイト、三浦法律事務所所属
- 新堂幸司 - 元客員。東京大学名誉教授、愛知大学名誉教授、新堂・松村法律事務所所属
- 高桑昭 - 元オブ・カウンセル。元法務省民事局参事官、元東京地裁判事補
- 一木剛太郎 - 元パートナー、元法テラス本部事務局長、司法協会理事長
- 飯田隆 - 元パートナー、元日本弁護士連合会副会長『ロイヤーズマガジン』（09年5月号）
- 林原由佳 - 元アソシエイト、元衆議院議員、弁護士（現在は登録を外している）、薬剤師